# Terbi
El terbi és l'element químic de símbol Tb i nombre atòmic 65. Pertany al 6è període de la taula periòdica; a la sèrie dels lantanoides; i, amb aquests, al conjunt de les terres rares. És un metall de color blanc platejat que és mal·leable, dúctil i prou suau per tallar-se amb un ganivet. És força electropositiu i reacciona amb l'aigua amb despreniment d'hidrogen. El terbi no es troba mai a la natura com a element lliure, però es troba en molts minerals, inclosos cerites, gadolinita, monazites, xenotimes i euxenites.
El químic suec Carl Gustaf Mosander descobrí el terbi el 1843. El detectà com una impuresa a l'òxid d'itri, {\displaystyle {\ce {Y2O3}}}. Itri i terbi reben el nom del poble d'Ytterby, a Suècia. El terbi no fou aïllat en forma pura fins a l'arribada de tècniques de bescanvi iònic.
La Unió Europea el considera un element estratègic des del 2014. La major part de l'abast mundial de terbi s'utilitza com a fosforòfor de color verd-groc llimona. L'òxid de terbi es troba en làmpades fluorescents i en els tubs de rajos catòdics (CRTs) de les pantalles dels antics televisors en color i monitors d'ordinadors. Els composts de terbi(3+) es combinen amb d'altres fosforòfors: composts d'europi(2+) que donen color blau i d'europi(3+) que el donen vermell, per proporcionar una il·luminació tricromàtica. Com a component del terfenol-D (un aliatge que s'expandeix i es contrau quan s'exposa a camps magnètics més que qualsevol altre aliatge), el terbi s'utilitza en actuadors, en sistemes de sonar i en sensors. S'utilitza per a dopar al fluorur de calci, el tungstat de calci i el molibdat d'estronci, emprats en dispositius d'estat sòlid i com a estabilitzador de cristall de piles de combustible que funcionen a temperatures elevades.

## Història

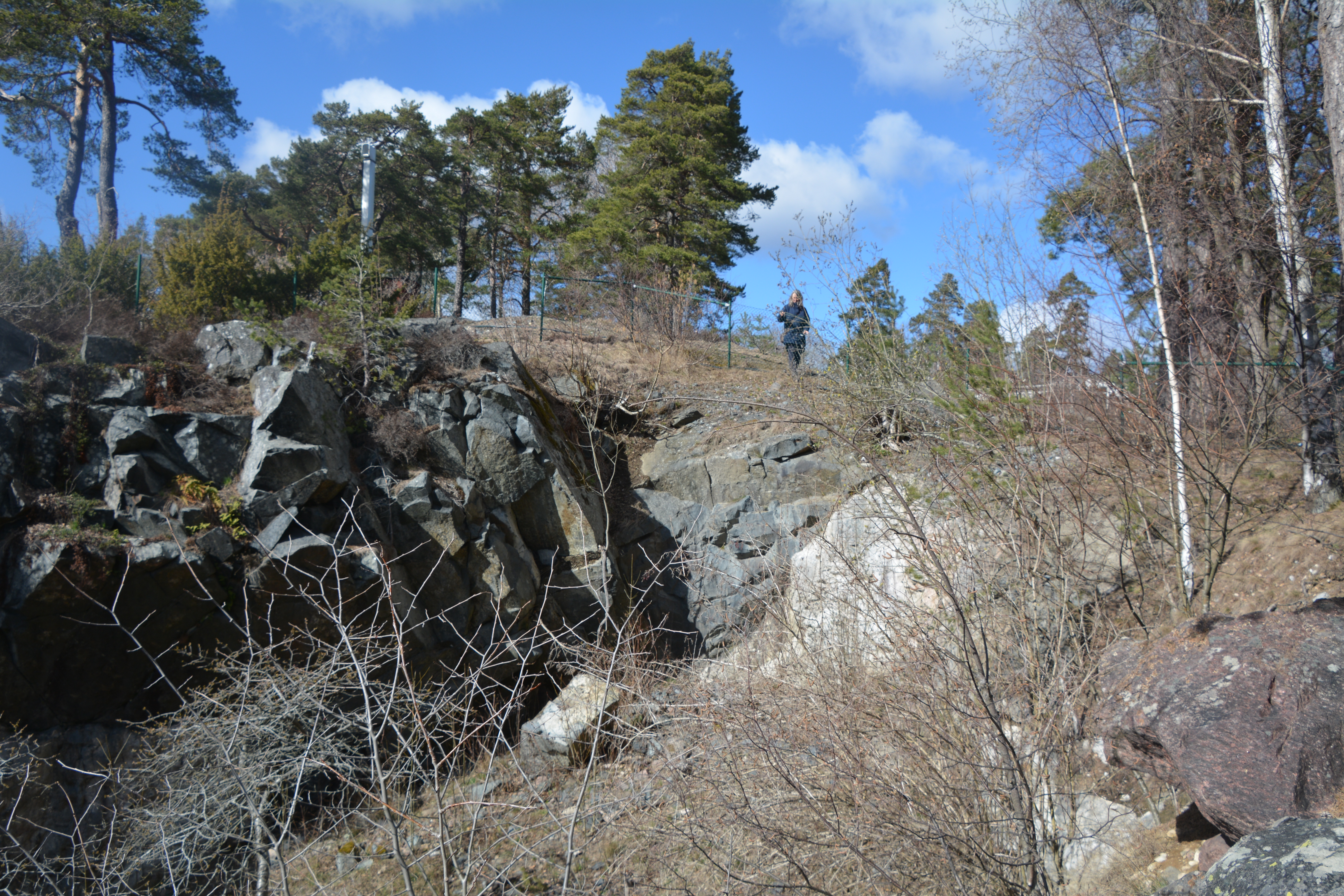
Entrada a l'antiga mina d'Ytterby

Al voltant del 1842 el químic suec Carl Gustaf Mosander (1797- 1858) estudià a fons l'òxid anomenat ítria, que havia descobert el 1794 el químic finlandès Johan Gadolin (1760-1852), concluint que en realitat era una mescla de tres òxids. Conservà el nom per a l'òxid blanc {\displaystyle {\ce {Y2O3}}}, i denominà èrbia al de color groc i tèrbia al de color rosat. Aquest descobriment fou anunciat el 1843 a Cork, Irlanda, a la 13a reunió de l'Associació Britànica per a l'avanç de la Ciència. L'article, que duia per títol "Sobre els nous metalls, lantani i didimi, els quals es troben associats amb el ceri; i sobre l'erbi i el terbi, nous metalls associats amb l'itri", fou llegit per un cunyat seu.
El nom terbi, i també erbi, deuen el nom a la petita població sueca d'Ytterby, a l'illa de Resarö, on hi ha una mina on s'hi descobriren els primers lantanoides:el terbi, l'erbi, l'iterbi, i l'itri, tots ells nomenats en homenatge a Ytterby, el gadolini, l'holmi i el tuli.
El 1860 el químic suec Nils Johan Berlin (1812-1891), de la Universitat de Lund, i el suís Marc Delafontaine (1838-1911), intentaren verificar el descobriment de Mosander. Berlin posà en dubte l'existència de l'òxid groc i passà el nom d'erbi o l'òxid rosat. Delafontaine mantingué la denominació inicial. Tanmateix es conservà la denominació canviada.

## Estat natural
Malgrat encara no s'ha trobat cap mineral on el terbi sigui un element principal se'l troba en baixes proporcions en alguns minerals com la prosxenkoïta-(Y) 0,57 %, la gagarinita-(Ce) 0,50 %, maoniupingita-(Ce) 0,50 % i altres en menors proporcions. Tanmateix s'extreu, juntament amb d'altres lantanoides de minerals que el contenen en proporcions més baixes: de la monazita {\displaystyle {\ce {(Ce, La, Th, Nd, Y) PO4}}}, la xenotima {\displaystyle {\ce {YPO4}}} i l'euxenita {\displaystyle {\ce {(Y, Ca, Er, La, Ce, U, Th) (Nb, Ta, Ti)2O6}}}. L'abundància a l'escorça terrestre del terbi s'estima que és d'1,2 mg/kg.

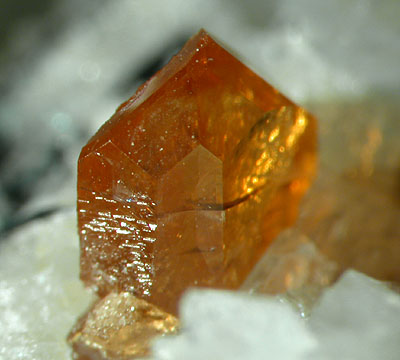
Cristall de bastnäsita-(Ce)

Actualment, les fonts comercials més riques de terbi són les argiles d'adsorció d'ions del sud de la Xina; els concentrats amb aproximadament dos terços d'òxid d'itrii en pes tenen aproximadament l'1% de terbi. De la bastnäsita {\displaystyle {\ce {(Ce,La,Y)CO3F}}} i de la monazita s'obtenen petites quantitats de terbi; quan aquests es processen mitjançant extracció de dissolvents per recuperar els valuosos lantanoides pesats com a concentrat de samari, europi i gadolini, es recupera el terbi. A causa dels grans volums de bastnäsita processats en relació amb les argiles d'adsorció iònica, una proporció important del subministrament de terbi del món prové d'aquest mineral.
El 2018 es descobrí un ric jaciment de terbi a la costa de la petita illa Minami Torishima del Japó que podria satisfer la demanda global de 420 anys.

## Propietats

### Propietats físiques
El terbi és un metall de color blanc platejat que és mal·leable, dúctil i prou suau per a tallar-lo amb un ganivet. És relativament estable a l'aire en comparació amb els lantanoides més reactius que el precedeixen a la taula periòdica. El terbi pot existir en dues formes al·lotròpiques: α (hexagonal), estable fins a 1 290 °C, amb una densitat de 8,229 g/cm³ a 20 °C, i β, estable a temperatures superiors. Es fon a 1 356 °C i bull a 3 123 °C. Els 65 electrons d'un àtom de terbi estan disposats en la configuració electrònica {\displaystyle [Xe]4f^{9}6s^{2}}; normalment, només es poden treure tres electrons abans que la càrrega nuclear es faci massa gran per permetre una ionització més gran, però en el cas del terbi, l'estabilitat de la configuració {\displaystyle [Xe]4f^{7}}, capa mig plena, permet una ionització posterior d'un quart electró en presència d'agents oxidants molt forts com el gas fluor.
Una característica destacada del terbi és la seva fluorescència, la més destacada dels lantanoides després de la de l'europi. Aquesta luminescència té una intensa línia d'emissió de color verd-groc llimona de longitud d'ona 545 nm, corresponent a la transició ⁵D₄ → 7F₅. Altres emissions poc intenses, i que afecten poc al color verd de l'emissió més intensa, són una de 490 nm (⁵D₄ → 7F₆), una de 590 nm (⁵D₄ → 7F₄) i una de 620 nm (⁵D₄ → 7F₃).
El terbi té una senzilla ordenació ferromagnètica a temperatures inferiors a 219 K. Per sobre de 219 K, es converteix en un estat antiferromagnètic helicoïdal en què tots els moments atòmics d'una capa plana basal determinada són paral·lels i orientats en un angle fix als moments adjacents. Aquest insòlit antiferromagnetisme es transforma en un estat paramagnètic desordenat a 230 K.

### Propietats químiques

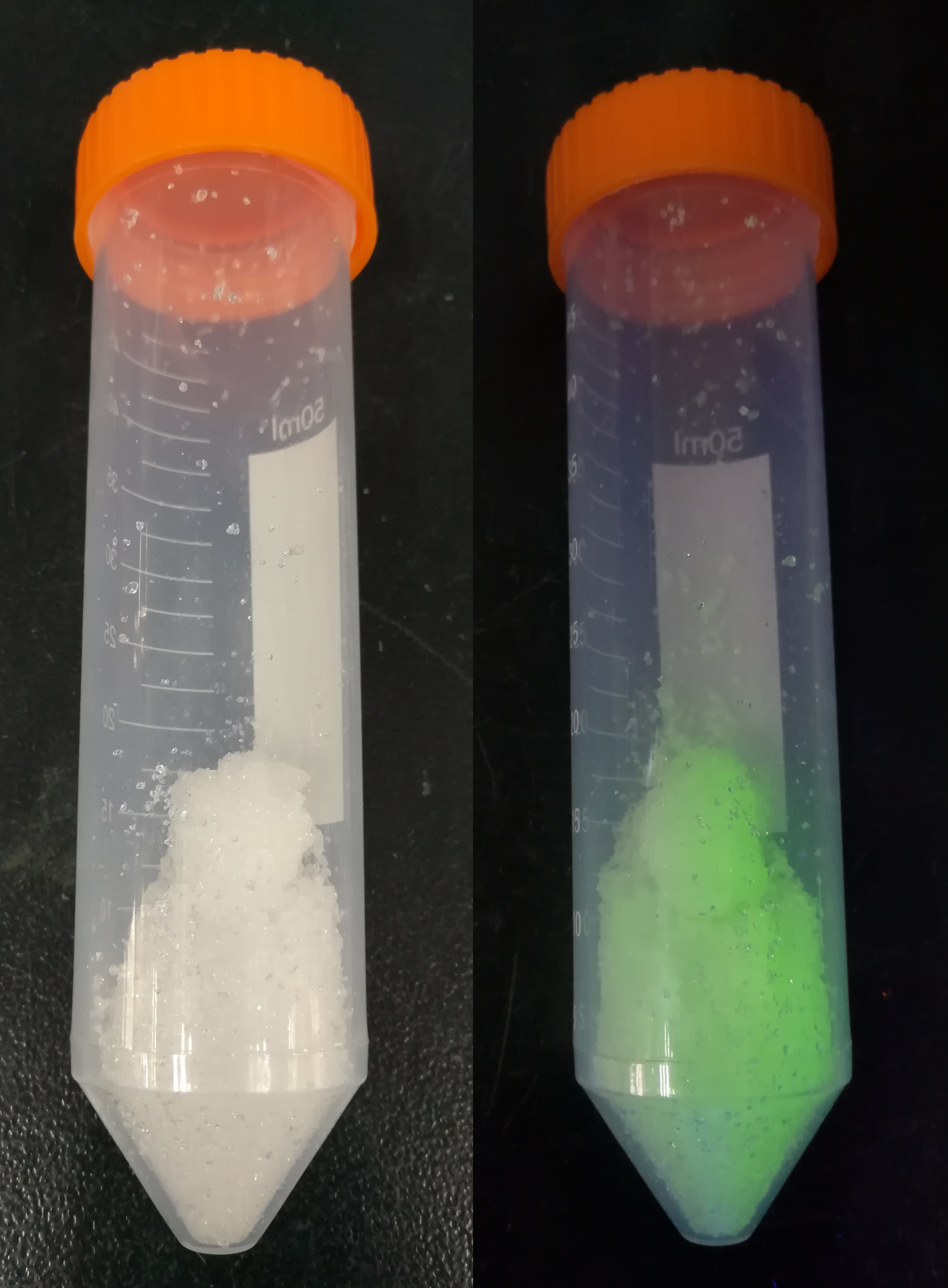
Nitrat de terbi(III)—aigua(1/6) Tb(NO3)3*6H2O a l'esquerra sota llum natural i a la dreta sota llum ultraviolada manifestant fluorescència verda

El terbi és oxidat per la majoria d'àcids, per tots els halògens i fins i tot per l'aigua segons les reaccions:
{\displaystyle {\ce {2 Tb + 3 H2SO4 -> 2 Tb^3+ + 3 SO4^2- + 3 H2}}}{\displaystyle {\ce {2 Tb + 3 X2 -> 2 TbX3 (X = F, Cl, Br, I)}}}{\displaystyle {\ce {2 Tb + 6 H2O -> 2 Tb(OH)3 + 3 H2}}}
En contacte amb l'aire és oxidat per l'oxigen i forma l'heptaòxid de tetraterbi:
{\displaystyle {\ce {8 Tb + 7 O2 -> 2 Tb4O7}}}
L’estat d'oxidació més comú del terbi és +3, com ara al clorur de terbi(III), {\displaystyle {\ce {TbCl3}}}. En estat sòlid, també hom troba terbi tetravalent, per exemple l'òxid i el fluorur de terbi(IV) {\displaystyle {\ce {TbO2}}} i {\displaystyle {\ce {TbF4}}}. En dissolució, el terbi forma típicament espècies trivalents, però es pot oxidar a l'estat tetravalent amb ozó en condicions aquoses altament bàsiques.
El terbi en estats d'oxidació +3 i de vegades +2 es combina amb nitrogen, carboni, sofre, fòsfor, bor, seleni, silici i arsènic a temperatures elevades, formant diversos compostos binaris com {\displaystyle {\ce {TbH2}}}, {\displaystyle {\ce {TbH3}}}, {\displaystyle {\ce {TbB2}}}, {\displaystyle {\ce {Tb2S3}}}, {\displaystyle {\ce {TbSe}}}, {\displaystyle {\ce {TbTe}}} i {\displaystyle {\ce {TbN}}}. Els halogenurs de terbi(2+) s'obtenen mitjançant recuperats halogenurs de Tb(3+) en presència de Tb metàl·lic en contenidors de tàntal. El terbi també forma {\displaystyle {\ce {Tb2Cl3}}}, que es pot reduir encara més a {\displaystyle {\ce {TbCl}}} mitjançant recuit a 800 ° C. Aquest clorur de terbi(I) forma plaquetes amb una estructura similar al grafit en capes. Amb els halògens forma {\displaystyle {\ce {TbF3}}}, {\displaystyle {\ce {TbF4}}}, {\displaystyle {\ce {TbCl3}}}, {\displaystyle {\ce {TbBr3}}} i {\displaystyle {\ce {TbI3}}}.
La química de coordinació i l'organometàl·lica del terbi és similar a la d'altres lantanoides. En condicions aquoses, el terbi es coordina amb nou molècules d'aigua, que estan ordenades en una geometria molecular prismàtica trigonal. També es coneixen complexos de terbi amb menor nombre de coordinació, típicament amb lligands voluminosos com la bis(trimetil-sililamida), que forma el complex {\displaystyle {\ce {Tb[N(SiMe3)2]3}}}.

## Isòtops
El terbi que es troba a la natura és l'isòtop terbi 159, l'únic isòtop estable. Tanmateix s'han caracteritzat trenta-sis radioisòtops, el més pesant és el terbi 171 i el més lleuger el terbi 135. Els radioisòtops sintètics més estables del terbi són el terbi 158, amb un període de semidesintegració de 180 anys, i el terbi 157, amb una semivida de 71 anys. Tots els isòtops radioactius restants tenen períodes radioactius menors a un quart d'any, i la majoria d'aquests tenen semivides inferiors a mig minut.
El mode de desintegració primari abans de l'isòtop estable més abundant, el terbi 159, és la captura electrònica, i després d'ell l'emissió beta. El producte de desintegració primari abans del terbi 159 són isòtops de l'element 64 (gadolini) i després isòtops de l'element 66 (disprosi).

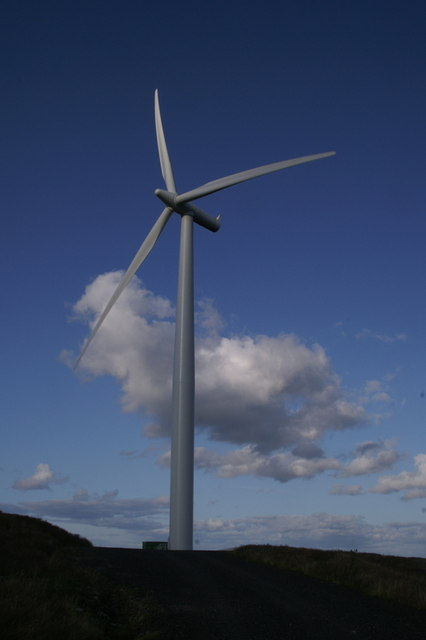
Aerogenerador

## Aplicacions

### Indústria de l'automòbil, elèctrica i electrònica
Els motors de cotxes híbrids tenen motors elèctrics i tots els motors elèctrics estan basats en imants. Aquests imants necessiten conservar el magnetisme a temperatures elevades. L'aliatge de neodimi amb terbi i disprosi produeix aquests imants, els quals també s'utilitzen en els motors elèctrics dels aerogeneradors, on també es generen temperatures elevades.
El terbi s'utilitza com a dopant del fluorur de calci, tungstat de calci i molibdat d'estronci, materials que s'utilitzen en dispositius d'estat sòlid i com a estabilitzador de cristall de piles de combustible que funcionen a temperatures elevades, juntament amb l'òxid de zirconi {\displaystyle {\ce {ZrO2}}}.

### Indústria metal·lúrgica
El Terfenol-D és un aliatge de terbi, ferro i disprosi que s'expandeix o es contrau en presència d'un camp magnètic (magnetostricció). S'utilitza en un altaveu anomenat "SoundBug", que converteix qualsevol superfície plana en altaveu. El "SoundBug" fa vibrar qualsevol material on es col·loqui, com ara una taula o un escriptori, convertint-lo en un altaveu.

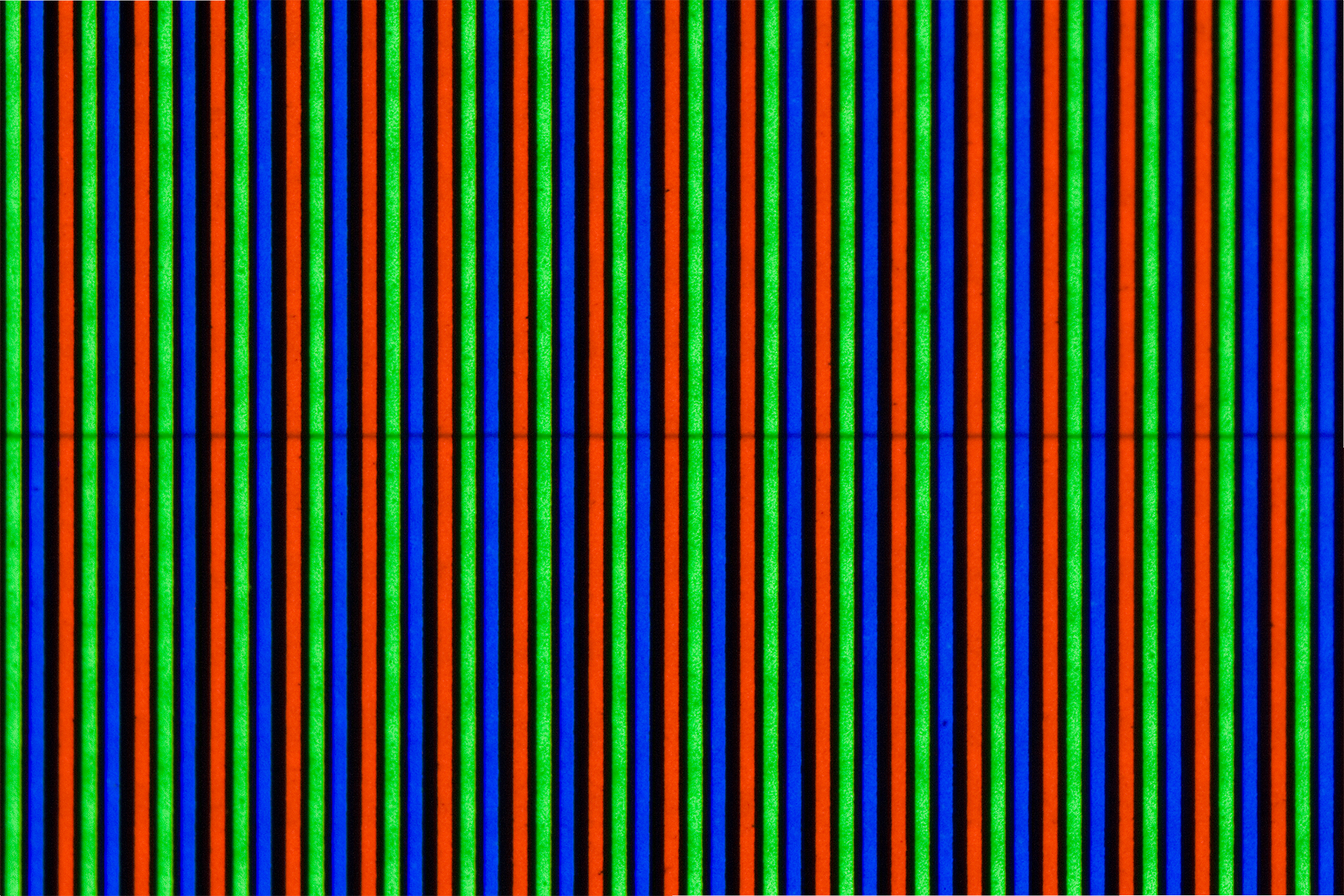
Fosfororòfors d'una pantalla amb il·luminació tricromàtica

### Indústria electrònica
L'òxid de terbi s'utilitza com a fosfororòfors verds en làmpades fluorescents i tubs de televisió en color. La brillant fluorescència permet que el terbi s'utilitzi com a sonda en bioquímica, on s'assembla una mica al calci en el seu comportament. Els fosforòfors verds de terbi(3+) es combinen amb fosforòfors de color blau d'europi(2+) i fosforòfors vermells d'europi(3+) per proporcionar la tecnologia d'il·luminació tricromàtica que és, amb molt, el major consumidor del subministrament de terbi. La il·luminació tricromàtica proporciona una producció de llum molt més elevada per a una quantitat d'energia elèctrica determinada que la il·luminació incandescent. Entre els anys cinquanta i noranta del segle xx, aquests monitors aportaren compostos de terbi a milions de llars a tot el món. A partir de principis del segle xxi aquesta tecnologia fou substituïda amb les pantalles de plasma i de LEDs però generant els colors a partir del mateixos fisforòfors dels lantanoides.

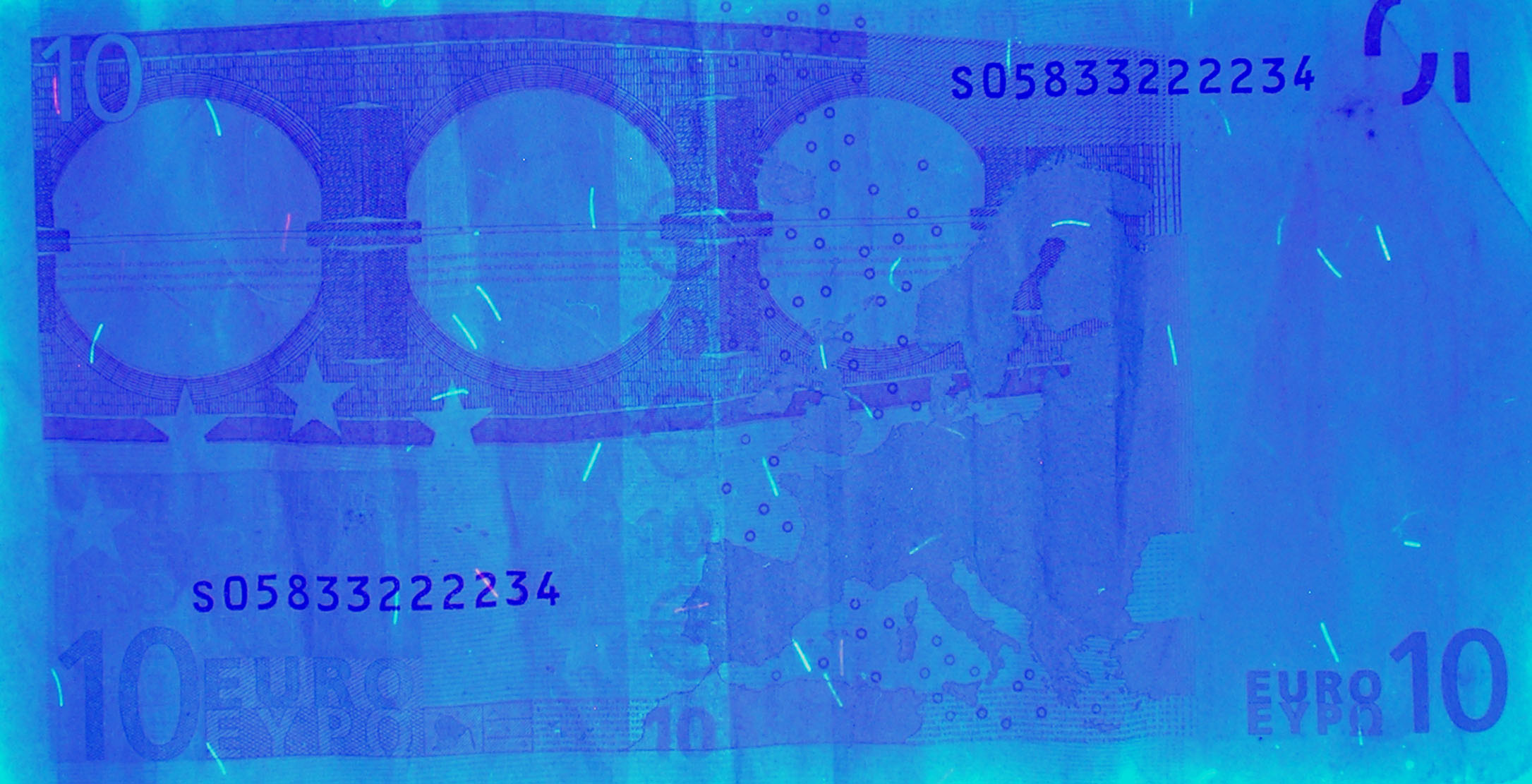
Bitllet de 10 € sota llum ultraviolada on s'aprecien miques fluorescents degudes al terbi(3+)

### Altres aplicacions
Els bitllets d'euro utilitzen la química dels lantanoides com a sistema antifalsificadors. La llum ultraviolada sobre un bitllet d'euro dona lloc a una fluorescència verda del terbi(3+), vermell de l'europi(3+) i blau del tuli(3+).
El borat de sodi i terbi emet llum coherent de 546 nm i pot ésser emprat com a font de làser.
El terbi també s'utilitza per detectar endòspores, ja que actua com un assaig d'àcid dipicolínic basat en fotoluminescència.